# 山本肇 (NHK)
山本 肇（やまもと はじめ、1940年 - 2006年10月29日）は、元NHKの解説委員。

## 生涯
静岡県静岡市出身。静岡県立静岡高等学校、京都大学法学部を卒業後1962年NHK入局。神戸、大阪放送局を経て報道局社会部記者、ニュースキャスター、プロデューサー、解説主幹、地元静岡放送局長を務めた。
1994年、第31回ギャラクシー賞・テレビ部門個人賞を受賞。
NHKを定年退職した後、1997年に静岡県文化財団副理事長に就任。静岡県コンベンションアーツセンター「グランシップ」の館長も務め、教育、文化、地域振興などの分野で活躍した。2006年10月29日に66歳で死去。

## 過去の出演番組
- ニュースセンター630（キャスター）
- NHKスペシャル「ドキュメント太平洋戦争」（解説）
- NHK特集 海底の大和 ～巨大戦艦・４０年目の鎮魂～ (解説) 1985年8月4日 放送
- NHKスペシャルシリーズ21世紀　地球は救えるか　第1回　熱帯雨林消滅～問われる日本の開発・援助～（解説）1989年10月2日 放送
- NHKスペシャルシリーズ21世紀　地球は救えるか　第2回　汚染の中の豊かさ～国境を越える公害～（解説）1989年10月3日 放送
- NHKスペシャルシリーズ21世紀　地球は救えるか　第3回　温暖化防止へのシナリオ～新たな南北対立～（解説）1989年10月4日 放送
- NHKスペシャル救え！かけがえのない地球　破局回避のシナリオ（解説）1992年6月6日　放送
- NHKスペシャル太陽エネルギーをとらえろ ～生かせるか　日本のソーラー技術（解説）1992年10月14日 放送

## 著書
- かくして革命は国境を越えた　天安門・ベルリン・ブカレスト ISBN 978-4140087237